# Robert Cloughen
Robert „Bobby” Cloughen (ur. 26 stycznia 1889 w Bronksie, zm. 7 sierpnia 1930 w Nowym Jorku) – amerykański lekkoatleta sprinter, srebrny medalista olimpijski z Londynu z 1908.
Rodzina Cloughena pochodziła z Irlandii. Jego ojciec przez kilka dniu pełnił obowiązki burmistrza Manhattanu.
Na igrzyskach olimpijskich w 1908 w Londynie Cloughen zajął 2. miejsce w biegu na 200 metrów, przegrywając minimalnie z Bobbym Kerrem z Kanady. Wziął udział również w biegu na 100 metrów. Zwyciężył w przedbiegu, ale nie wystartował w biegu półfinałowym.
W 1908 zdobył mistrzostwo Stanów Zjednoczonych juniorów (AAU) w biegu na 100 jardów, a także halowe mistrzostwo USA na 50 jardów i 75 jardów.
W 1909 ustanowił rekord świata na 130 jardów czasem 12,8 s, a w 1910 rekord świata na 110 jardów wynikiem 10,8 s.
W 1922 został trenerem lekkoatletycznym na University of Vermont.